# 太櫓郡
太櫓郡（日语：／ Futoro gun */?）為過去日本北海道檜山支廳轄下的郡，轄區包含現在瀨棚町的部份區域。已於1955年4月1日因無管轄町村而廢除。
郡名源自於阿伊努語的「pit-oro」（有小石頭的地方）或「pit-or-pet」（有石頭的河川）。

## 沿革

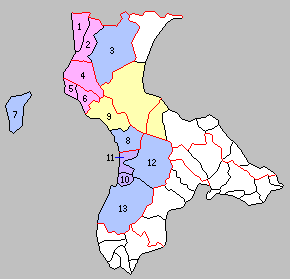
北海道一・二級町村制施行時太櫓郡下辖町村（4.太橹村 桃：久远郡濑棚町）

- 1869年8月15日：北海道設置11國86郡，後志國太櫓郡成立。
- 1897年11月：北海道實施支廳制，此時太櫓郡下轄太櫓村、古櫓多村、良瑠石村、鵜泊村。[2]（4村）
- 1906年4月1日：太櫓村、古櫓多村、良瑠石村、鵜泊村合併為太櫓村，成為北海道二級村。[3]（1村）
- 1955年4月1日：太櫓村與瀨棚郡東瀨棚町合併為瀨棚郡北檜山町（現已合併為久遠郡瀨棚町），同時太櫓郡因無管轄町村而廢除。